# Balta Vederoasa
Balta Vederoasa este o zonă protejată (arie de protecție specială avifaunistică - SPA) situată în nord-vestul Dobrogei, pe teritoriul județului Constanța.

## Localizare
Aria naturală s află în Podișul Medgidiei, în extremitatea vestică a județului Constanța, pe teritoriul administrativ al comunelor Adamclisi, Aliman și Rasova și este străbătută de drumul județean DJ123 (Rasova-Aliman).

## Descriere
Zona a fost declarată Arie de protecție specială avifaunistică prin Hotărârea  de Guvern nr. 1284 din 24 octombrie 2007 (privind declararea ariilor de protecție specială avifaunistică ca parte integrantă a rețelei ecologice europene Natura 2000 în România) și se întinde pe o suprafață de 2.144 hectare.
Aria protejată (încadrată în bioregiunea geografică stepică a Dobrogei) reprezintă o zonă naturală (râuri, lacuri, mlaștini, turbării, stepe, pajiști naturale) ce asigură condiții de hrană, cuibărit și viețuire pentru mai multe specii de păsări migratoare, de pasaj sau sedentare. Situl include rezervația naturală (de tip paleontologic) - Locul fosilifer Aliman.
La baza desemnării sitului se află mai multe specii de păsări; dintre care unele protejate la nivel european (enumerate în anexa I-a a Directivei Consiliului European 147/CE din 30 noiembrie 2009 privind conservarea păsărilor ) sau aflate pe lista roșie a IUCN.

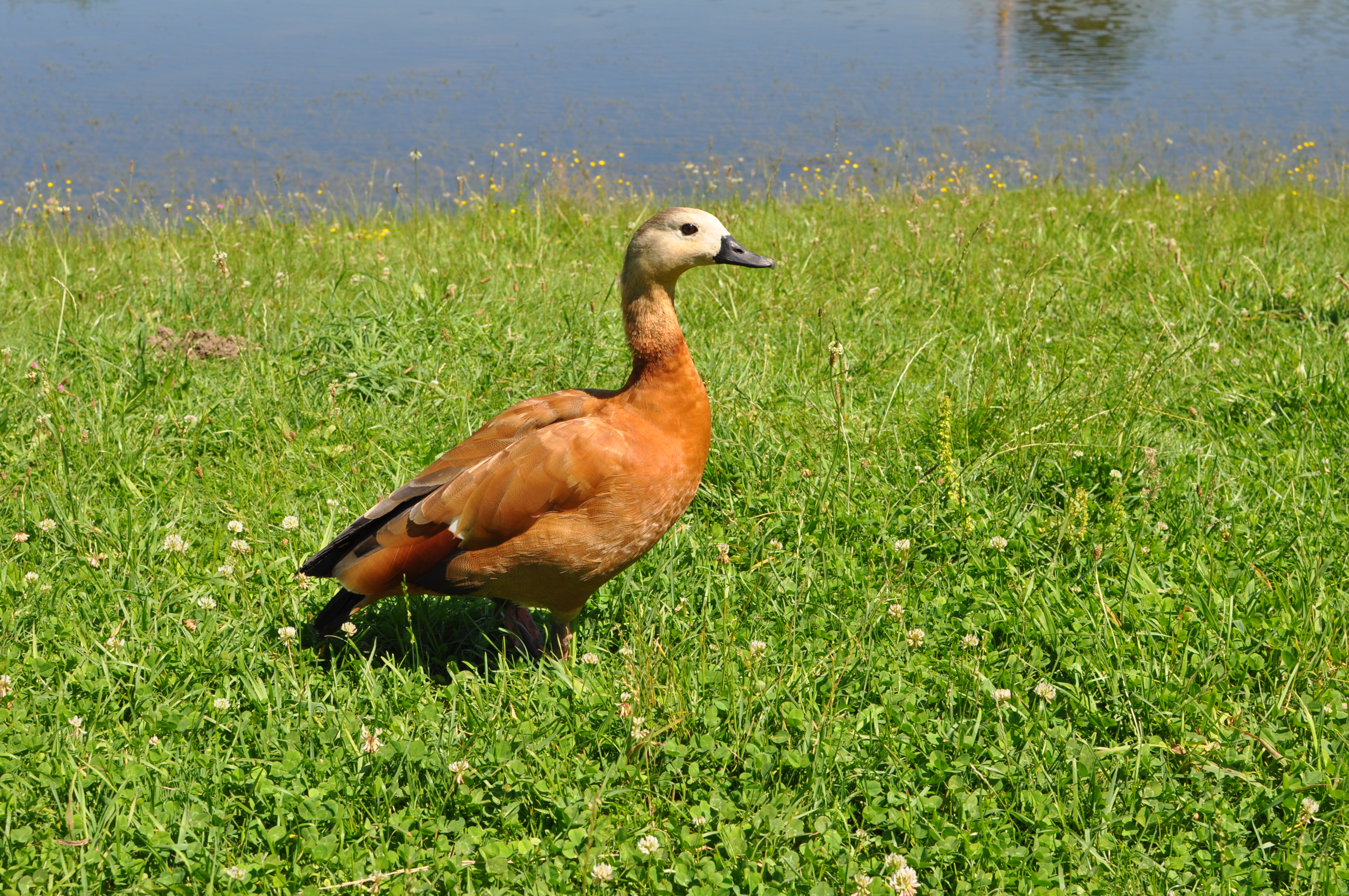
Călifar roșu (Tadorna ferruginea)

Specii de păsări semnalate în arealul sitului: pescăruș albastru (Alcedo atthis), stârc roșu (Ardea purpurea), stârc cenușiu (Ardea cinerea), ciuf de pădure (Asio otus), lăcarul mare (Acrocephalus arundinaceus), lăcar-de-mlaștină (Acrocephalus palustris), lăcar-de-lac (Acrocephalus scirpaceus), lăcar-de-rogoz (Acrocephalus schoenobaenus), fluierar de munte (Actitis hypoleucos), ciocârlie-de-câmp (Alauda arvensis), stârc galben (Ardeola ralloides), stârc-de-noapte (Nycticorax nycticorax), rață roșie (Aythya nyroca), rață sulițar (Anas acuta), rață lingurar (Anas clypeata), rață pitică (Anas crecca), rață fluierătoare (Anas penelope), rață mare (Anas platyrhynchos), rață cârâitoare (Anas querquedula), rață pestriță (Anas strepera), rață-cu-cap-castaniu (Aythya ferina), rața moțată (Aythya fuligula), gârliță mare (Anser albifrons), găscă cenușie ( Anser anser), prundăraș de sărătură (Charadrius alexandrinus), chirighiță neagră (Chlidonias niger), chirighiță-cu-obraz-alb (Chlidonias hybridus), șerpar (Circaetus gallicus), erete de stuf (Circus aeruginosus), prundaș gulerat mare (Charadrius hiaticula), chirighiță-cu-aripi-albe (Chlidonias leucopterus), cuc (Cuculus canorus), lebădă de vară (Cygnus olor), fugaci de țărm (Calidris alpina), fugaci roșcat (Calidris ferruginea), fugaci mic (Calidris minuta), cânepar (Carduelis cannabina), sticlete (Carduelis carduelis), florinte (Carduelis chloris),  prundaș gulerat mic (Charadrius dubius), lăstun de casă (Delichon urbica), măcăleandru (Erithacus rubecula), egretă mare (Egretta alba), egretă mică (Egretta garzetta), cinteză (Fringilla coelebs), becațină comună (Gallinago gallinago), ciovlica roșcată (Glareola pratincola), codalb (Haliaeetus albicilla), piciorong (Himantopus himantopus), stârc pitic (Ixobrychus minutus), pescăruș-cu-cap-negru (Larus melanocephalus), pescăruș mic (Larus minutus), pescăruș argintiu (Larus cachinnans), pescăruș râzător (Larus ridibundus), pescăruș sur (Larus canus), pescăruș negricios (Larus fuscus), sitar de mâl (Limosa limosa), grelușel-de-zăvoi (Locustella luscinioides), privighetoare (Luscinia megarhynchos), presură sură (Miliaria calandra), codobatură albă (Motacilla alba), muscar sur (Muscicapa striata), codobatură galbenă (Motacilla alba), culic mare (Numenius arquata), nagâț (Vanellus vanellus), grangur (Oriolus oriolus), vultur pescar (Pandion haliaetus), cormoran mare (Phalacrocorax carbo), codroș de munte (Phoenicurus ochruros), corcodel mare (Podiceps cristatus), corcodel-cu-gât-roșu (Podiceps grisegena), corcodel-cu-gât-negru (Podiceps nigricollis), pelican creț (Pelecanus crispus), cormoran mic (Phalacrocorax pygmeus), lopătar (Platalea leucorodia), țigănuș (Plegadis falcinellus), cristeț cenușiu (Porzana parva), ciocântors (Recurvirostra avosetta), pițigoi-pungar (Remiz pendulinus), lăstun de mal (Riparia riparia), chiră de baltă (Sterna hirundo), chiră mică (Sterna albifrons), pitulice (Sylvia nisoria), mărăcinar (Saxicola rubetra), mărăcinar negru (Saxicola torquata), graur (Sturnus vulgaris), fluierar de mlaștină (Tringa glareola), notatița cu ciocul subțire (Phalaropus lobatus), călifar roșu (Tadorna ferruginea), călifar alb (Tadorna tadorna), corcodel mic (Tachybaptus ruficollis), fluierar negru (Tringa erythropus), fluierar cu picioare verzi (Tringa nebularia), fluierarul de zăvoi (Tringa ochropus), fluierar de lac (Tringa stagnatilis), fluierarul cu picioare roșii (Tringa totanus), mierlă (Turdus merula) sau sturz-cântător (Turdus philomelos)

## Căi de acces
- Drumul național DN3 pe ruta: Constanța - Cobadin - Adamclisi - Ion Corvin - drumul județean DJ223 în direcția Aliman.

## Monumente și atracții turistice
În vecinătatea sitului se află câteva obiective de interes istoric, cultural și turistic; astfel:

Tropaeum Traiani

- Castrul roman Sacidava de la Rasova (sec. II - IV p. Chr., Epoca romană).
- Situl arheologic de la Adamclisi (Cetatea Tropaeum Traiani, bazilică, necropolă, ansamblu de apeducte, monumentul triumfal Tropaeum Traiani, Altarul roman de la, Adamclisi, tumul roman, termele cetății Tropaeum Traiani și locuințe extramurane), construcție sec. II - VII, monument istoric.
- Situl arheologic („Bratca”) de la Dunăreni (cetate din sec. II - VI p. Chr., Epoca romană și așezare din sec. VI - X, Epoca medieval timpurie).
- Situl arheologic („Dealul Muzait”) de la Dunăreni (cetatea medieval timpurie; Cetatea Sacidava - sec. II - VI p. Chr., Epoca romană; cetate getică - Latène, Cultura geto - dacică).
- Situl arheologic („Gura Zăvalului”) de la Dunăreni (așezare din sec. IV - I a. Chr., Latène, Cultura geto - dacică și necropolă tumulară: sec. IV - I a. Chr., Latène, Cultura geto - dacică).
- Situl arheologic de la Hațeg (așezări datate din Epoca medieval timpurie; sec. I - VI p. Chr., Epoca romană și sec. IV - II a. Chr., Latène, Cultura geto - dacică).
- Situl arheologic („Malu Roșu”) de la Rasova (așezări atribuite perioadelor: sec. VIII - X, Epoca medieval timpurie; Epoca romană; sec. VI a. Chr., Hallstatt).
- Aliman - Adamclisi, arie de protecție specială avifaunistică.